# 小吹文紀
小吹 文紀（こぶき ふみのり、1971年6月28日 - ）は、日本の研究者、社会起業家。元実業家。学生時代に起業し、実業家としてフィットネス業界などでキャリアを積む。その後、保険業界での経験を経て、LGBTなど性的マイノリティ当事者に向けた総合保障共済「パートナー共済」を創設した。近年はビジネスの第一線から退き、研究活動に主軸を移している。武庫川女子大学大学院修士課程に在籍し、民間保険における性的マイノリティの課題について研究する傍ら、同大学文学部で非常勤講師も務める。

## 人物・来歴
灘中学校・高等学校を経て、山口大学経済学部経営学科へ進学。在学中に米国のダンスフィットネスプログラム「ジャザサイズ（Jazzercise）」の個人フランチャイズオーナーとして起業した経験を持つ。1996年3月、大学在学中にジャザサイズの日本国内総代理店であった株式会社ピープル（現・コナミスポーツ株式会社）に入社し、ビジネスの世界へ本格的に進むため、同年9月に大学を中退した。
株式会社ピープル（現・コナミスポーツ株式会社）に19年間勤務した後、2016年8月から2年間、東京海上日動火災保険株式会社で営業業担当（インシュアランスプランナー・IP研修生）として保険業界での実務経験を積む。2019年4月、総合保険代理店のR&C株式会社入社。自身の問題意識を原動力に、LGBTなど性的マイノリティの当事者が保険を検討する際の障壁を解消することを目指し、総合保障共済「パートナー共済」の立ち上げを主導した。設立後は代表理事を5年間務め、その基盤を築いた（現在の代表理事は小吹文貴）。
パートナー共済の代表理事退任を機にビジネスの第一線から離れ、2025年4月からは研究活動に主軸を移している。現在は武庫川女子大学大学院の臨床教育学研究科修士課程に在籍し、ライフワークとして、民間保険業界における性的マイノリティ当事者が直面する困難の解消を目指し、ファイナンシャル・ソーシャルワークと保険学（論）の研究に専念している。この研究活動は、2025年7月に公益財団法人かんぽ財団の令和7年度調査研究助成にも採択されており、公的な支援のもとで研究課題に取り組んでいる。
研究と並行して、2020年4月からは武庫川女子大学文学部で非常勤講師を務めている。そこでは保険実務のテーマに加え、自身の学生時代の起業体験を基盤としたアントレプレナーシップ（起業家精神）を主題とする授業も担当。実社会における多様な経験を次世代に還元する活動も行っている。
上記の活動に加え、ファイナンシャル・ソーシャルワーカー協会の代表理事、特定非営利活動法人レインボーとしまの会代表理事共同代表、一般社団法人コスメティックタトゥー協会のリスクマネジメント顧問も務めるなど、多方面での活動をつづけている。

### 略年譜
- 1971年6月 大阪市平野区生まれ
- 1991年4月 大阪教育大学教育学部附属平野小学校、灘中学校・高等学校を経て、山口大学経済学部経営学科入学
- 1991年7月 米国ダンスフィットネスプログラム・ジャザサイズ（Jazzercise）の個人フランチャイズオーナー[4]として起業
- 1996年3月 - 2015年2月 株式会社ピープル（現・コナミスポーツ株式会社）
- 1996年9月 山口大学経済学部経営学科中途退学
- 2016年8月 - 2018年7月 東京海上日動火災保険株式会社北東京支店、ライフプロ営業部営業担当（インシュアランスプランナー・IP研修生）
- 2017年10月 - 2023年9月 東京・豊島区男女平等推進センター運営委員会委員（第29 - 30期）[9][10]（2021年10月 - 2022年9月 同委員長）
- 2018年6月 - 特定非営利活動法人レインボーとしまの会代表理事共同代表[7]（現職）
- 2019年4月 - 2020年8月 総合保険代理店R&C株式会社
- 2020年4月 - 2025年3月 パートナー共済代表理事
- 2020年4月 - 武庫川女子大学文学部非常勤講師（現職）[2][3]
- 2020年9月 - 2025年3月 株式会社ダイバースパートナーズ取締役
- 2023年10月 - ファイナンシャル・ソーシャルワーカー協会設立、代表理事（現職）
- 2025年4月 -  一般社団法人コスメティックタトゥー協会リスクマネジメント顧問[8]（現職）

## 学術活動の特徴
小吹文紀の学術活動は、長年にわたる実務経験を理論研究に昇華させ、その成果を再び社会に還元するという「理論と実践の往還」を大きな特徴とする。特に、保険学（論）とファイナンシャル・ソーシャルワークを基軸に、LGBTなどの性的マイノリティの社会的包摂を目指す学際的なアプローチをとっている。
1. 理論と実践の往還：30年以上にわたる実業家としての経験、特にLGBT当事者向け「パートナー共済」の設立[11]・運営体験が、学術研究の出発点となっている。2025年からはビジネスの第一線を離れて研究活動に主軸を移し、民間保険制度における性的マイノリティの課題解決を目的として、ファイナンシャル・ソーシャルワークと保険学（論）の観点から研究に専念。この研究は、公益財団法人かんぽ財団の令和7年度調査研究助成にも採択されており[12][13]、その社会的な重要性が示されている。研究成果は、日本保険学会[14]や日本GI（性別不合）学会[15]、日本エイズ学会[16]などで発表されるだけでなく、武庫川女子大学でのアントレプレナーシップ教育など、自らの社会経験を次世代に還元する活動にも繋がっている。
2. 学際的・分野横断的なアプローチ：研究テーマは保険学（論）にとどまらず、法学（特に家族法）、社会福祉学、ジェンダー研究など複数の領域にまたがる。また、特定非営利活動法人レインボーとしまの会[7]での活動や、豊島区男女平等推進センター運営委員会委員[9][10]、プライドハウス東京コンソーシアムメンバー[17]として地域政策に関与した経験など、ミクロなコミュニティでの実践知をマクロな学術的議論に反映させるスタイルを持つ。こうした分野横断的な視座から、性的マイノリティの権利保障を多角的に論じている。

## 所属学会
- 日本保険学会
- 日本保険・年金リスク学会
- 日本リスクマネジメント学会
- 日本エイズ学会
- 日本GI（性別不合）学会
- 日本性科学会
- 日本性差医学・医療学会